# Kamieniołom porfiru w Miękini
Kamieniołom porfiru w Miękini – nieczynny kamieniołom porfiru we wsi Miękinia, w województwie małopolskim, w powiecie krakowskim, w gminie Krzeszowice. Znajduje się w południowej części Miękińskiej Góry na Wyżynie Olkuskiej, będącej częścią Wyżyny Krakowsko-Częstochowskiej.
W środkowej części Miękini, tuż pod powierzchnią gleby, znajduje się duża płyta zastygłej lawy porfirowej o grubości kilkudziesięciu metrów. Dolina Miękini dzieli ją na dwie oddzielne części. Znacznie większa jest część zachodnia, i to ona głównie była eksploatowana.

## Historia
Porfir wydobywano tutaj już w XVIII wieku. Początkowo był to tylko niewielki łom, w którym ręcznie wydobywano kamień na potrzeby okolicznych mieszkańców. 3 i 4 lipca 1787 roku kamieniołom odwiedził król Stanisław August Poniatowski. W XIX wieku rozpoczęto wydobycie na większą skalę. W latach 1906–1918 kamieniołom był własnością czesko-niemieckiej firmy Hermana Kulki, która zmechanizowała i usprawniła wydobycie surowca. W zakładzie znajdowały się maszyny parowe, młyny, kruszarki, kolejki wąskotorowe. Aby usprawnić wywóz kamieni, w 1908 r. wybudowano kolejkę linową do Krzeszowic (3,6 km), a na stacji kolejowej w Krzeszowicach ładownię kamienia do wagonów. Rocznie wydobywano do 230 tys. ton kamieni. W 1918 r. kamieniołom Kulki kupiła spółka samorządów miast Kraków, Tarnów i Lwów. Wydobycie porfiru kontynuowano w czasie międzywojennym i podczas II wojny światowej. W kamieniołomie miękińskim ciosano kamień na budowę dróg w całym kraju.
Po wojnie kamieniołom upaństwowiono. W 1960 r. wybudowano bocznicę kolejową, a zlikwidowano kolejkę linową. W 1975 r. kopalnię zamknięto z powodu wyeksploatowania złoża, a teren i maszyny przejęła Kopalnia Wapienia Czatkowice.
W zakładzie produkowano głównie kostki brukowe, krawężniki, płyty chodnikowe i posadzkowe, pieńki kostkowe, pieńki w 3 rozmiarach, kamień łamany, kruszywa oraz grys. Wykorzystywane były do wykładania nawierzchni dróg, w budowlach hydrotechnicznych, do tworzenia podbudowy dróg i linii kolejowych. Przy kruszeniu skał w kopalni pozostawały nieprzydatne już do niczego pylaste frakcje. Pracujący w kopalni inżynier Władysław Tryliński opracował technologię ich wykorzystywania do produkcji sześciokątnych płyt, później nazwanych trylinkami.
Wyrobisko kamieniołomu ma powierzchnię około 40 ha, głębokość do 50 m i służy obecnie głównie jako teren rekreacyjny (m.in. znajduje się na nim boisko sportowe. tor dla motocykli crossowych i jeden staw). W przebudowanym budynku dawnej sztygarówki mieści się Ośrodek Szkoleniowo-Dydaktyczny Wydziału Geologii, Geofizyki i Ochrony Środowiska Akademii Górniczo-Hutniczej w Krakowie. Istnieją jeszcze pozostałości dawnych warsztatów, kruszarni kamienia, lokomotywowni, słupy dawnej kolejki linowej oraz hałdy. Na terenie byłego kamieniołomu organizuje się Międzynarodowe Otwarte Mistrzostwa Polski w Motocyklowych Rajdach Trial.

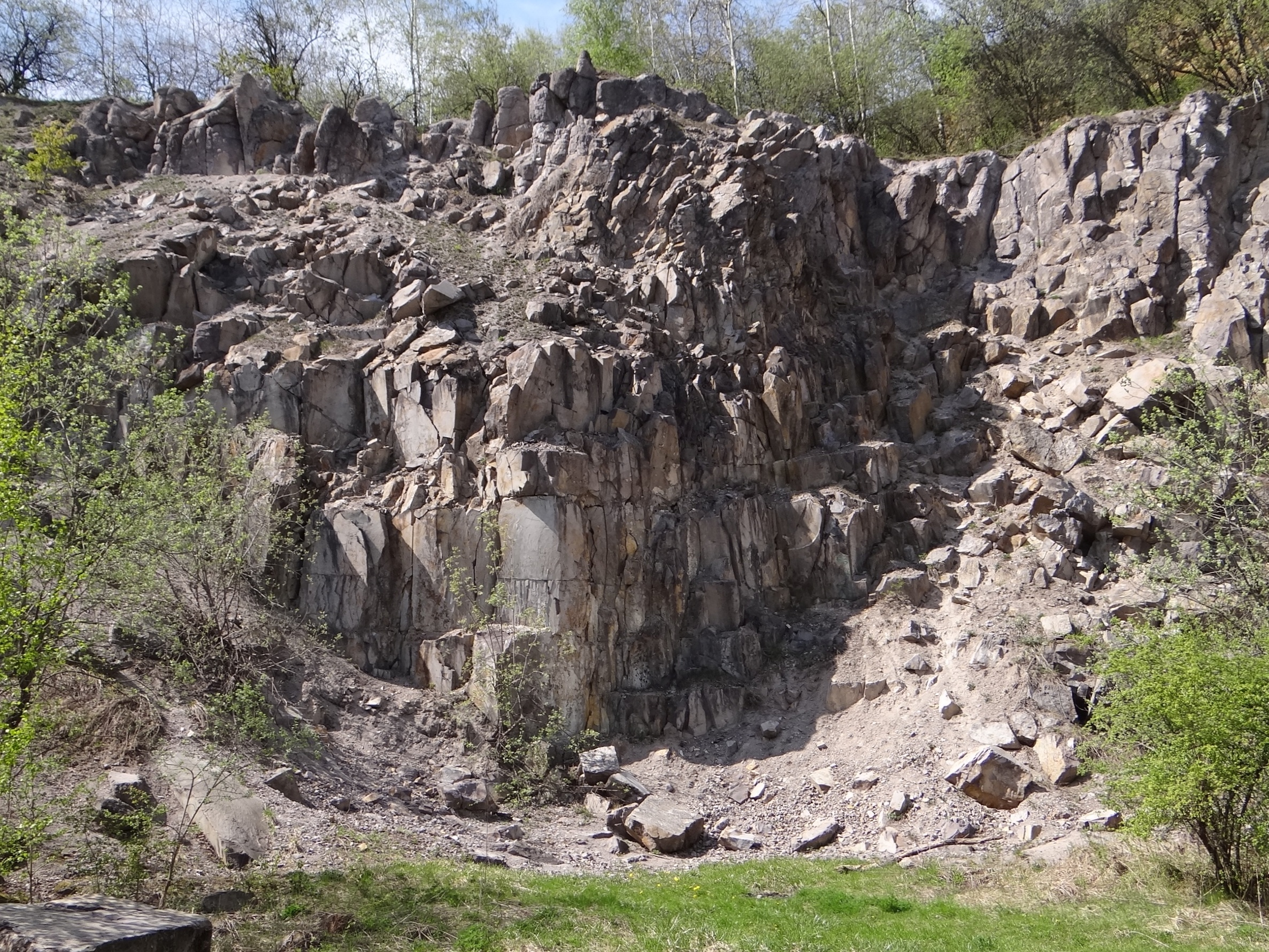
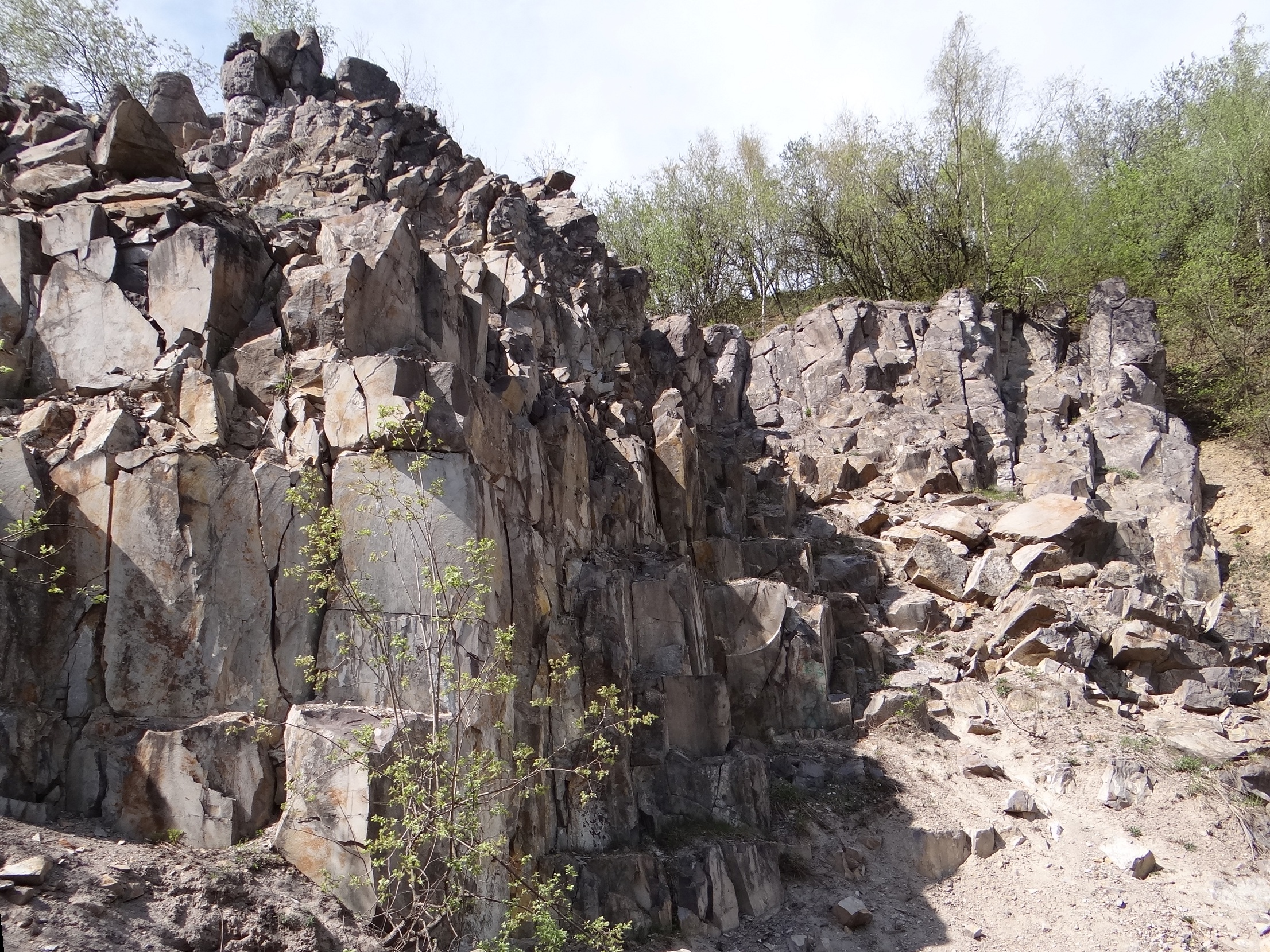
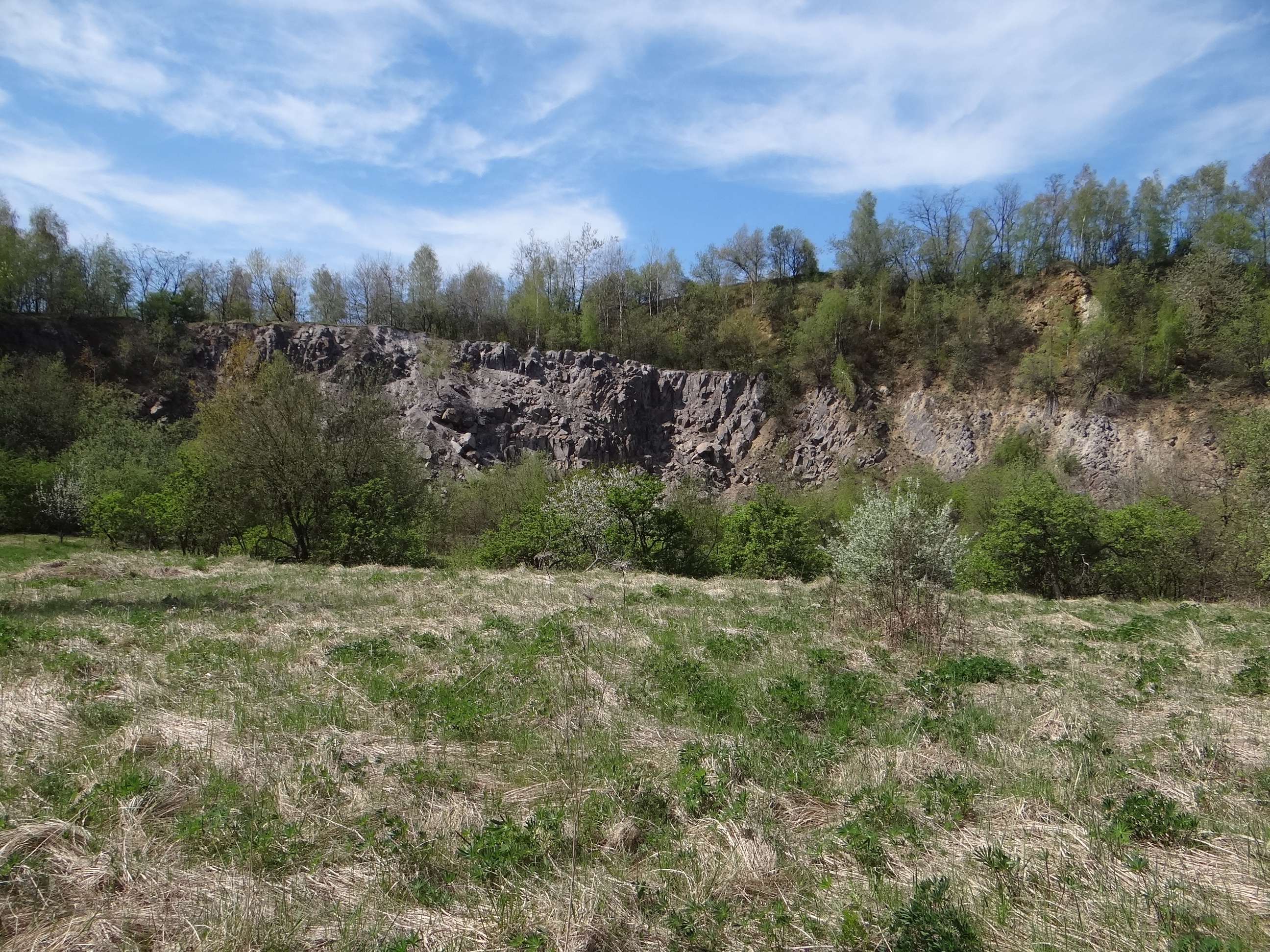
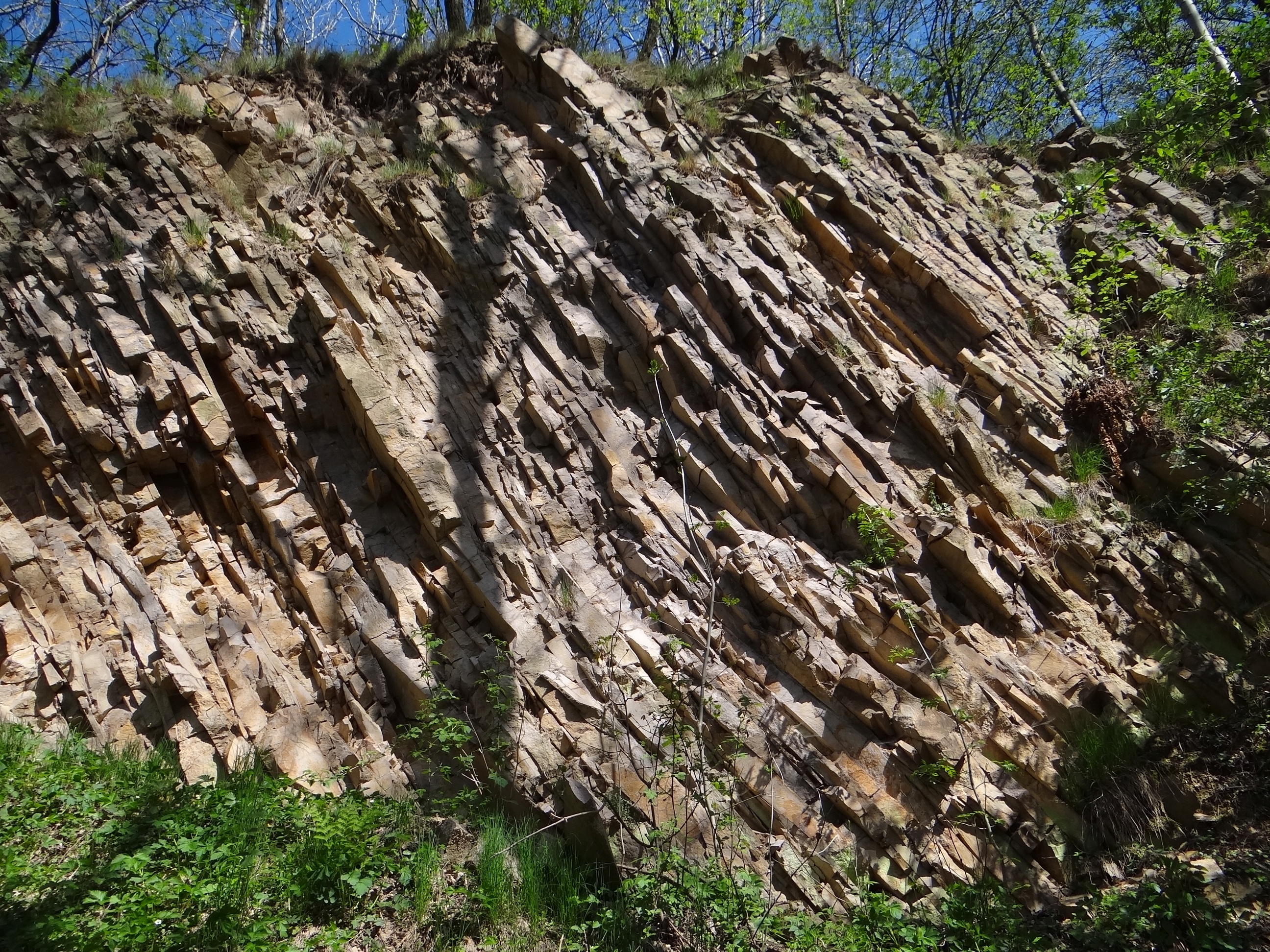
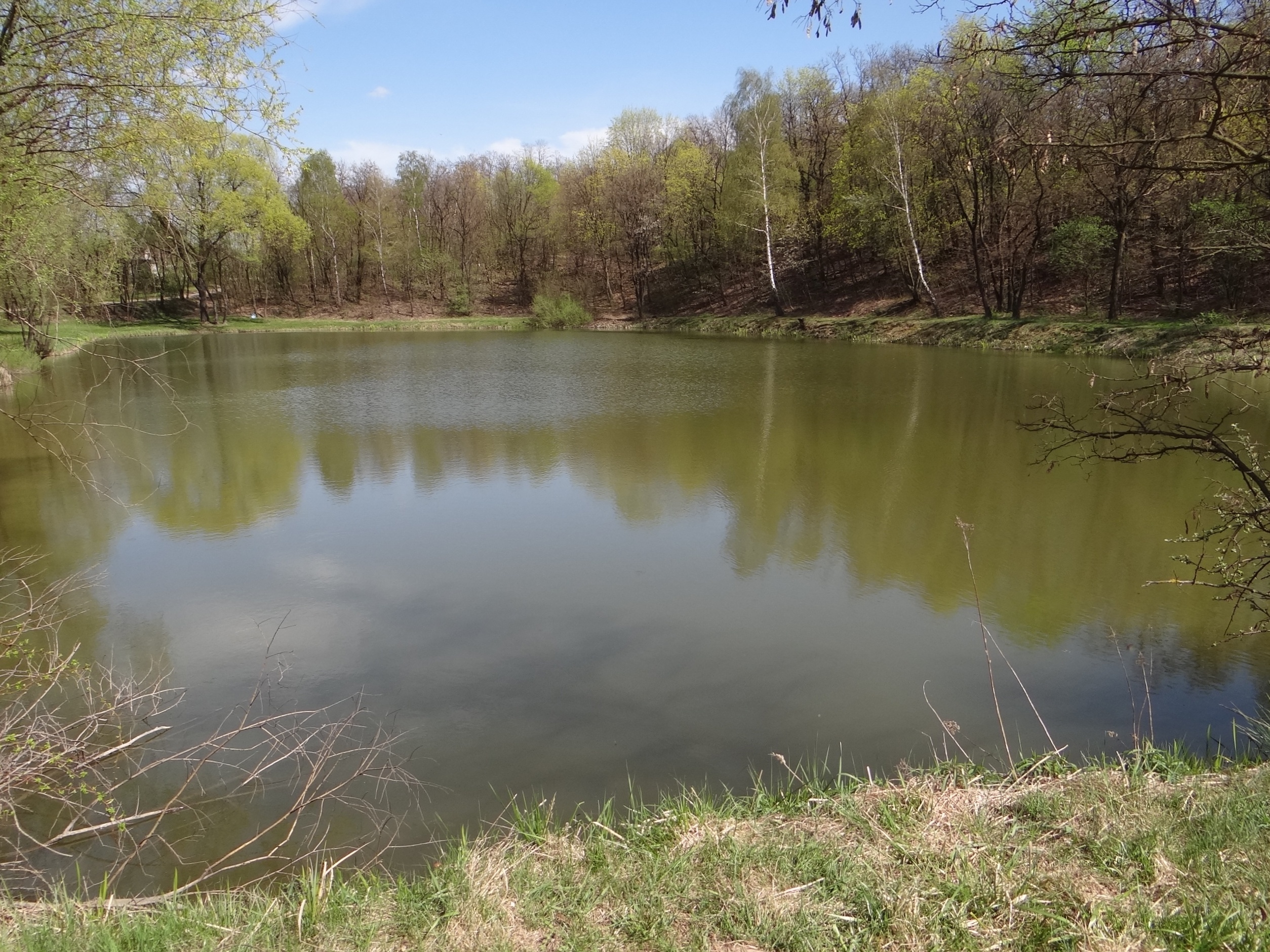
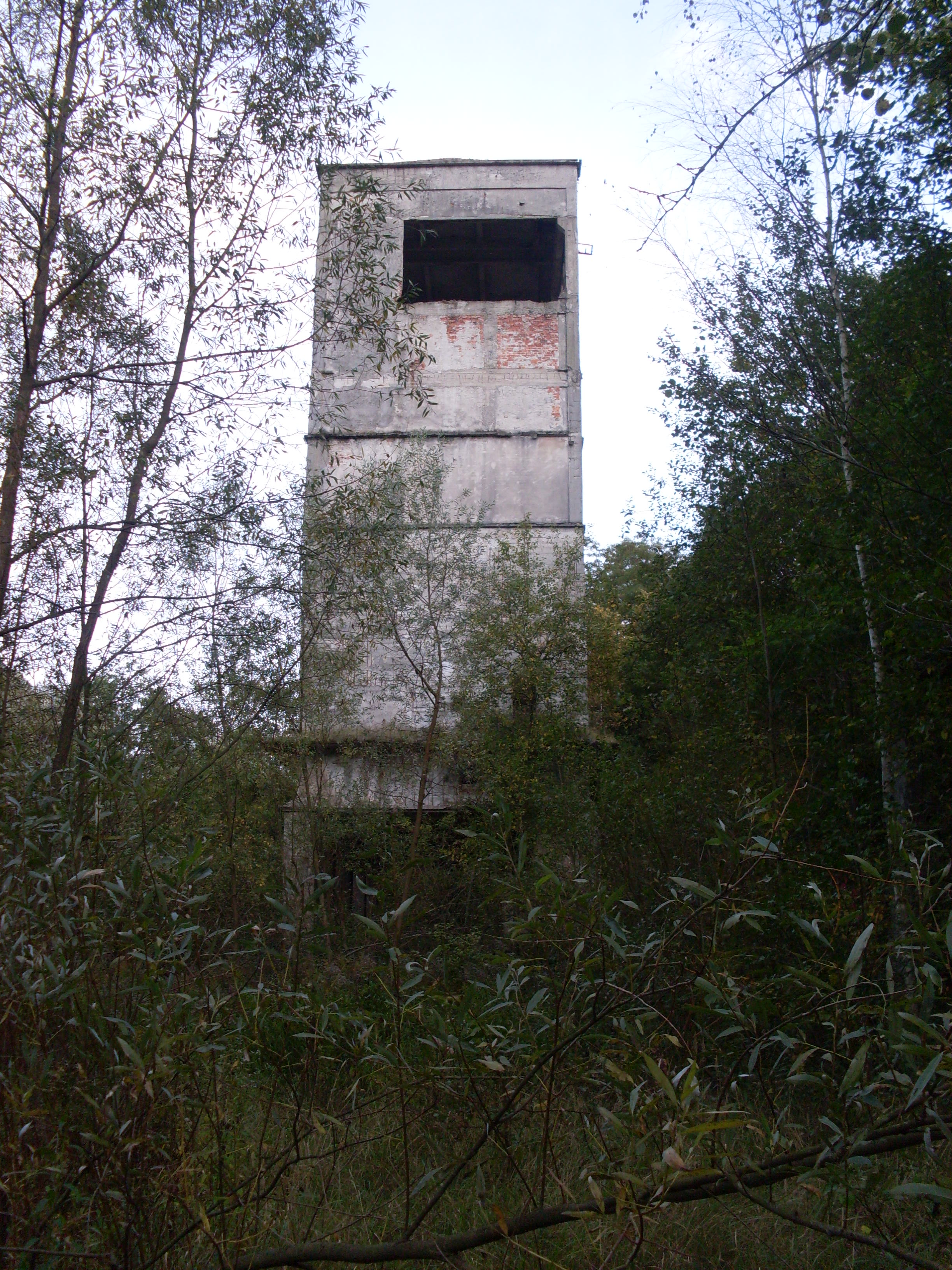